# Golf de la Ramée
Le golf de la Ramée est un golf français situé sur la commune de Tournefeuille près de Toulouse, dans le département de la Haute-Garonne en région Occitanie.

## Histoire
Dessiné en 1989 par Hawtree & Son

## Le parcours
Le Golf de la Ramée est constitué d'un parcours dans 64 hectares de verdure, traversé  par le canal de Saint-Martory. 
- Un parcours de 18 trous, Par 70, longueur 5650 m

## Les compétitions
- Grand prix fédéral[1] est aujourd'hui la principale compétition du club.
- Festigolf.